# Förstag

Förstag.

Förstag är oftast en vajer som stagar en segelbåtsmast längsledes. Det går från förstäven eller bogsprötet till masten vid eller nära masttoppen.